# Os bru d'Aniakchak
L'os bru d'Aniakchak o bé os bru de la península d'Alaska (Ursus arctos gyas), també denominat col·loquialment "grizzly peninsular" és com es coneix la subespècie d'os bru que viu a les regions costaneres de la Península d'Alaska, el braç de terra que s'allarga 800 km cap a l'extrem sud-oest d'Alaska. També se'l troba a Unimak, l'illa més gran de l'arxipèlag de les Aleutines. Segons altres fonts, es tractaria tan sols d'una població d'os grizzly, que es troba a l'interior del continent nord-americà (Ursus arctos horribilis), o de l'os Kodiak (U. a. middendorffi), subespècie present en aquesta altra illa d'Alaska.
Els ossos bruns de la Península d’Alaska són molt grossos, normalment pesen entre 360 i 540 kg. Es concentren en altes densitats al llarg de la costa per alimentar-se copiosament de cloïsses i d'herbes càrex, però sobretot per pescar salmons en abundància, que un cop l'any realitzen la migració de l'oceà cap a les capçaleres dels rius on van néixer per desovar; això permet als ossos bruns de la península assolir mides enormes, algunes de les més grans del món. Es poden reunir en gran quantitat en llocs d'alimentació, com les cascades Brooks Falls i les del riu McNeil, ambdues al parc nacional de Katmai, prop de King Salmon.
Preuats pels caçadors pels seus cranis i pells, una tercera part dels 1.500 ossos bruns que són caçats anualment a Alaska provenen de la Península d’Alaska. A l'estat es segueix una política estricta amb la pràctica de la gestió de la fauna. Per caçar aquest os gran, els caçadors han de seguir diverses normes, incloses els límits de les quotes d’ossos, les taxes de caça i els rifles adequats.

## Nom, etimologia i classificació

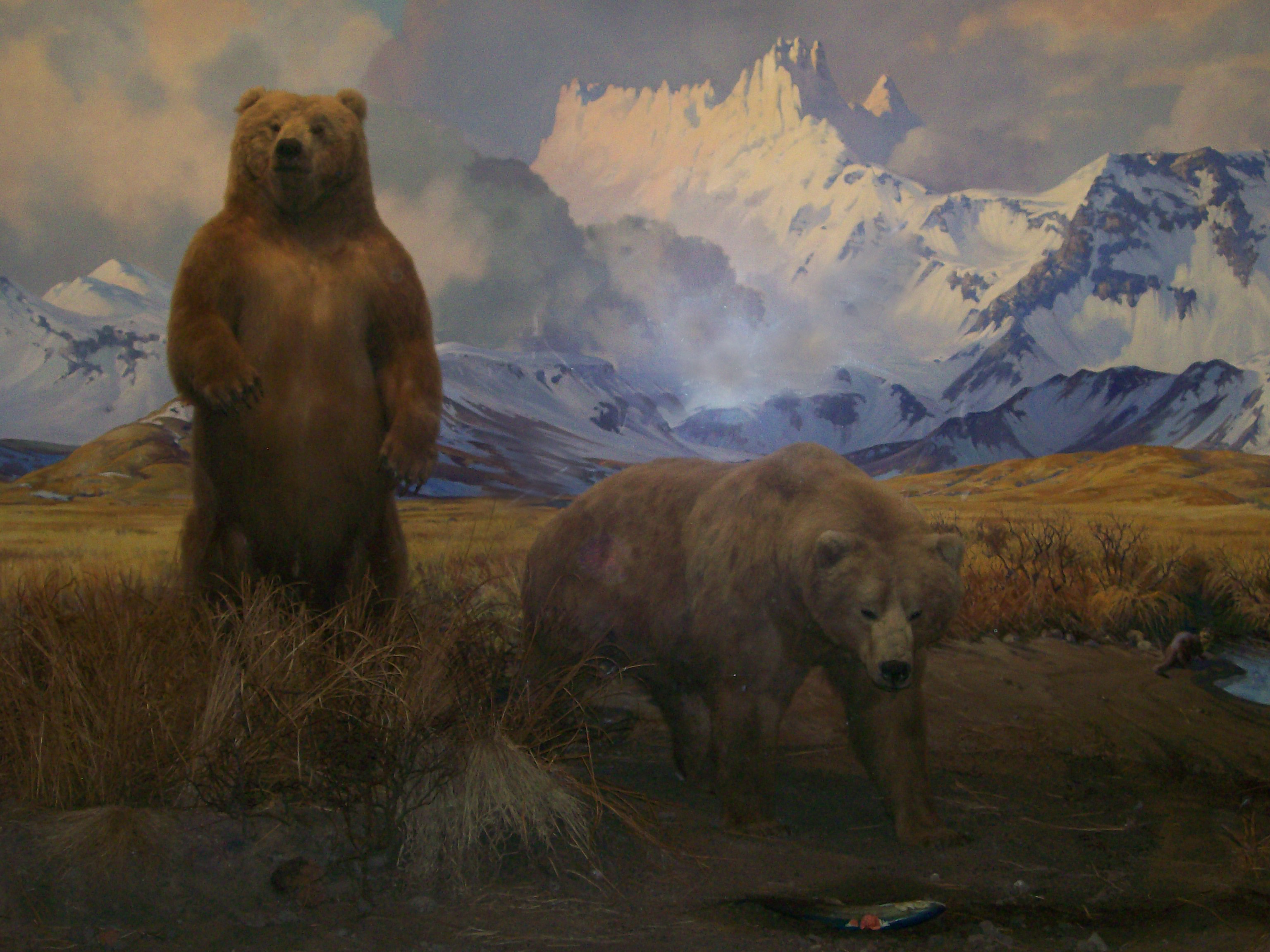
Exemplars dissecats, AMNH

Alguns biòlegs sostenen que els ossos del litoral d'Alaska són veritablement ossos bruns. Tot i això, hi ha bastant de consens en considerar tots els especimens nord-americans de U. arctos a la subespècie horribilis, excepte els gegants ossos Kodiak. Per evitar confusions, altres simplement es refereixen a tots els membres nord-americans, inclosos els Kodiak, com a "ossos bruns".
El nom d’os bru de la Península d’Alaska probablement va sorgir perquè, fins al 1975, se'l considerava una subespècie apart de l'os grizzly. Mai no se'l va considerar més proper als ossos bruns europeus que als grizzlies, però se li va donar un nom diferent, a causa de les diferències de mida i color entre els exemplars costaners i els grizzlies de l’interior. Els ossos costaners solen ser més grans a causa d’una dieta rica en salmó. A partir de 1975 es va considerar que eren dos variants geogràfiques de la mateixa subespècie horribilis, però popularment a la costa d'Alaska s'ha conservat la denominació "ós bru". El nombre total d'exemplars als Estats Units s’estima en 32.000 i aproximadament el 95% (30.400) viuen a Alaska, dels quals, uns 4.000 són ossos costaners.

## Aspecte
Els ossos bruns de la península d’Alaska es troben entre els més grans del món. Solen mesurar 2,4 m de longitud i una altura a la creu de fins a 1,34 m. La longitud del peu posterior és de 28 cm. El pes mitjà dels mascles costaners és d’uns 408 kg i el de les femelles de 227 kg. D'altra banda, s'han registrat ocasionalment mascles que superen enormement la mida normal, amb pesos de fins a 680 kg. Un mascle costaner gran d’aquestes dimensions pot arribar a mesurar dempeus fins a 3 m alçada i una altura a l'espatlla de fins a 1,5 m. L'individu més gran registrat va ser abatut el 1948 a prop de Cold Bay. El seu pes es va estimar entre 725 i 771 kg. Aquest os acabava de sortir de la hibernació i no tenia reserves de greix; això significa que l'animal hauria pesat al voltant de 839 kg al final de l'estiu. Tot i que el color de la pell és variable del ros a gairebé el negre, el pelatge d'os grizzly sol tenir un color marró amb puntes blanques. A les espatlles apareix una gepa pronunciada. Aquest és un dels trets que permet distingir clarament un os negre d’un os grizzly, donat que els ossos negres, que a vegades tampoc són negres, no tenen aquesta gepa.

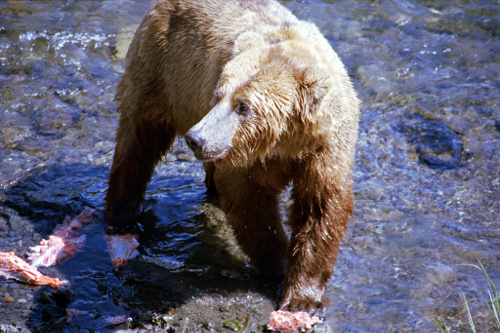
Os al parc nacional de Katmai amb salmó. El salmó constitueix la major part de la dieta de l’ós bru de la península d'Alaska durant l'estiu.

## Dieta
Els ossos bruns de la Península d’Alaska solen alimentar-se de salmons en desova i es valen de moltes maneres diferents d’atrapar-los. Aquestes inclouen esperar a la part inferior de les cascades quan els peixos es preparen per saltar o estar-se a la part superior de les cascades esperant per tal d'atrapar-los a l'aire (de vegades amb la boca mateix). Els ossos també tenen molta experiència en perseguir peixos i capturar els animals relliscosos amb les seves urpes. Després de la migració anual del salmó, les baies i l'herba són el pilar fonamental de la dieta dels ossos, amb la qual han de poder acumular prou greixos per a passar la hibernació en els seus caus a les muntanyes.